# Curva do esquecimento

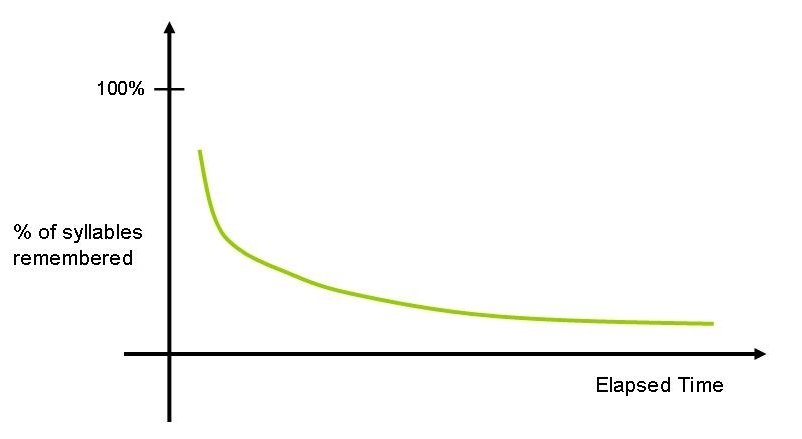
Representação típica da curva de esquecimento

A curva de esquecimento pressupõe o declínio da retenção de memória com o tempo. Esta curva mostra como as informações são perdidas ao longo do tempo quando não há tentativa de retê-las. Um conceito relacionado é a força da memória que se refere à durabilidade que a memória traça no cérebro. Quanto mais forte é a memória, mais tempo a pessoa é capaz de se lembrar dela. Um gráfico típico da curva de esquecimento pretende mostrar que os humanos tendem a reduzir pela metade sua memória do conhecimento recém-aprendido em questão de dias ou semanas, a menos que revisem conscientemente o material aprendido.
A curva de esquecimento suporta um dos sete tipos de falhas de memória: transitoriedade, que é o processo de esquecimento que ocorre com o passar do tempo.

## História
De 1880 a 1885, Hermann Ebbinghaus conduziu um estudo limitado e incompleto sobre si mesmo e publicou sua hipótese em 1885 como Über das Gedächtnis (posteriormente traduzido para o inglês como Memory: A Contribution to Experimental Psychology). Ebbinghaus estudou a memorização de sílabas sem sentido, como "WID" e "ZOF" (CVCs ou Consoante-Vogal-Consoante) testando-se repetidamente após vários períodos de tempo e registrando os resultados. Ele traçou esses resultados em um gráfico, criando o que agora é conhecido como "curva de esquecimento". Ebbinghaus investigou a taxa de esquecimento, mas não o efeito da repetição periódica no aumento da capacidade de recuperação das memórias.
A publicação de Ebbinghaus também incluiu uma equação para aproximar sua curva de esquecimento:{\displaystyle b={\frac {100k}{c\log(t)+k}}}Aqui, {\displaystyle b} representa 'economia' expressa como uma porcentagem, e {\displaystyle t} representa o tempo em minutos. A economia é definida como a quantidade relativa de tempo economizada na segunda tentativa de aprendizagem como resultado de ter tido a primeira. Uma economia de 100% indicaria que todos os itens ainda eram conhecidos desde o primeiro teste. Uma economia de 75% significaria que a reaprendizagem dos itens perdidos exigia 25% do tempo da sessão de aprendizagem original (para aprender todos os itens). 'Poupança' é, portanto, análoga à taxa de retenção.
Em 2015, uma tentativa de replicar a curva de esquecimento com um sujeito de estudo mostrou os resultados experimentais semelhantes aos dados originais de Ebbinghaus.
O experimento de Hermann contribuiu muito para a psicologia experimental. Ele foi o primeiro a realizar uma série de experimentos bem planejados sobre o tema do esquecimento e foi um dos primeiros a escolher estímulos artificiais na pesquisa da psicologia experimental. Desde a introdução de sílabas sem sentido, um grande número de experimentos em psicologia experimental foi baseado em estímulos artificiais altamente controlados.

## Taxa crescente de aprendizagem
Hermann Ebbinghaus levantou a hipótese de que a velocidade de esquecimento depende de vários fatores, como a dificuldade do material aprendido (por exemplo, quão significativo é), sua representação e outros fatores fisiológicos como estresse e sono. Ele ainda hipotetizou que a taxa de esquecimento basal difere pouco entre os indivíduos. Ele concluiu que a diferença no desempenho pode ser explicada por habilidades de representação mnemônica.
Ele continuou a hipótese de que o treinamento básico em técnicas mnemônicas pode ajudar a superar essas diferenças em parte. Ele afirmou que os melhores métodos para aumentar a força da memória são:
1. melhor representação da memória (por exemplo, com técnicas mnemônicas)
2. repetição baseada na recordação ativa (especialmente repetição periódica).

Curva de esquecimento com repetição periódica

Sua premissa era que cada repetição na aprendizagem aumenta o intervalo ótimo antes que a próxima repetição seja necessária (para uma retenção quase perfeita, as repetições iniciais podem precisar ser feitas em alguns dias, mas depois podem ser feitas depois de anos). Ele descobriu que a informação é mais fácil de lembrar quando é construída sobre coisas que você já conhece, e a curva do esquecimento era achatada a cada repetição. Parecia que, ao aplicar treinamento frequente na aprendizagem, a informação era solidificada por recordações repetidas.
Pesquisas posteriores também sugeriram que, além dos dois fatores propostos por Ebbinghaus, o aprendizado original superior também produziria esquecimento mais lento. Quanto mais informações fossem originalmente aprendidas, mais lenta seria a taxa de esquecimento.
Gastar tempo todos os dias para lembrar informações diminuirá muito os efeitos da curva de esquecimento. Alguns consultores de aprendizagem afirmam que revisar o material nas primeiras 24 horas após as informações de aprendizagem é o momento ideal para reler as notas e reduzir a quantidade de conhecimento esquecido. As evidências sugerem que esperar de 10 a 20% do tempo até quando as informações serão necessárias é o momento ideal para uma única revisão.
No entanto, algumas memórias permanecem livres dos efeitos prejudiciais da interferência e não seguem necessariamente a curva de esquecimento típica, pois vários ruídos e fatores externos influenciam quais informações seriam lembradas. Há um debate entre os defensores da hipótese sobre o formato da curva para eventos e fatos mais significativos para o assunto. Alguns apoiadores, por exemplo, sugerem que as memórias de eventos chocantes, como o Assassinato de Kennedy ou o 11 de setembro, estão gravadas de forma vívida na memória (memória flash). Outros compararam as lembranças escritas contemporâneas com as lembranças registradas anos depois, e encontraram variações consideráveis à medida que a memória do sujeito incorpora informações adquiridas posteriormente. Há pesquisas consideráveis nesta área no que se refere ao depoimento de identificação de testemunhas visuais, e os relatos de testemunhas não são considerados confiáveis.

## Equações
Muitas equações foram propostas para aproximar o esquecimento, talvez a mais simples sendo uma curva exponencial descrita pela equação:{\displaystyle R=e^{-{\frac {t}{S}}},}onde {\displaystyle R} é recuperabilidade (uma medida de quão fácil é recuperar um pedaço de informação da memória), {\displaystyle S} é a estabilidade da memória (determina o quão rápido {\displaystyle R} cai ao longo do tempo na ausência de treinamento, teste ou outra lembrança), e {\displaystyle t} é o tempo.
Equações simples como esta não foram encontradas por Rubin, Hinton e Wenzel (1999) para fornecer um bom ajuste aos dados disponíveis.